# Jalovec (Julische Alpen)
Der Jalovec ist ein Berg in den Julischen Alpen in Slowenien mit einer Höhe von 2645 m. i. J. Der Jalovec steht an drei Tälern, die er markant überragt. Das ist zunächst das Planicatal, das Trentatal und das Koritnicatal. Unter dem Gipfel des Jalovec entspringt der Fluss Soča. Es gibt mehrere Aufstiegswege. Alle sind lang und bei allen muss man klettern, zum Teil über Klettersteige.

## Erstbesteigung
Im Jahre 1875 bestieg Karl Wurmb den Gipfel mit zwei Bergführern (Crnuta und Strgulc) vom Koritnicatal aus. 1878 wurde der Berg von Karl Blodig erstmals vom Trentatal erklommen. Im Jahre 1884 erstiegen Julius Kugy und der Bergführer Andrej Komac den Jalovec vom Planicatal aus. Die Nordostwand wurde im Jahre 1909 von Ferdinand Horn bezwungen.

## Bilder

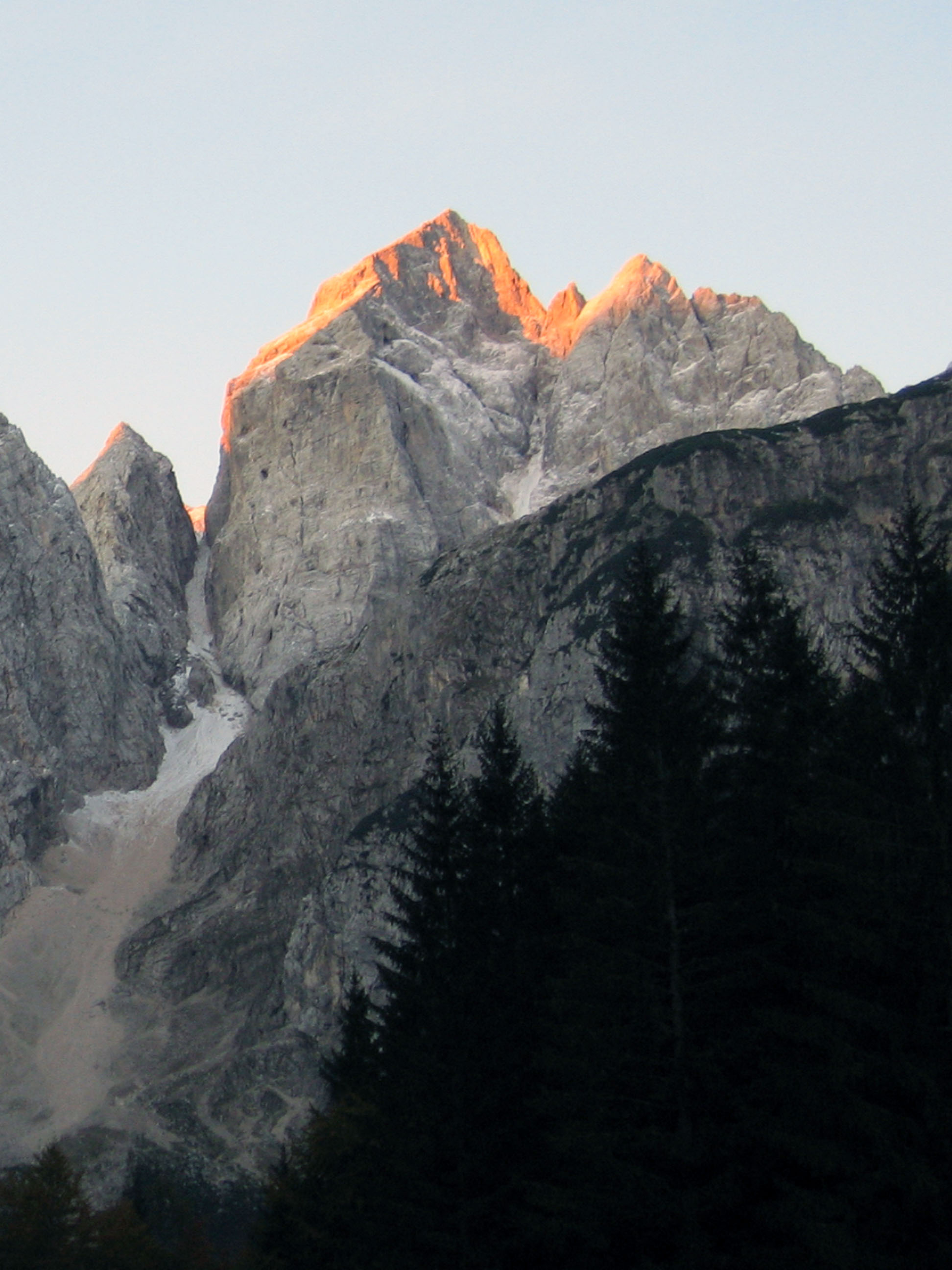
Jalovec vom Dom v Tamarju (Hütte)
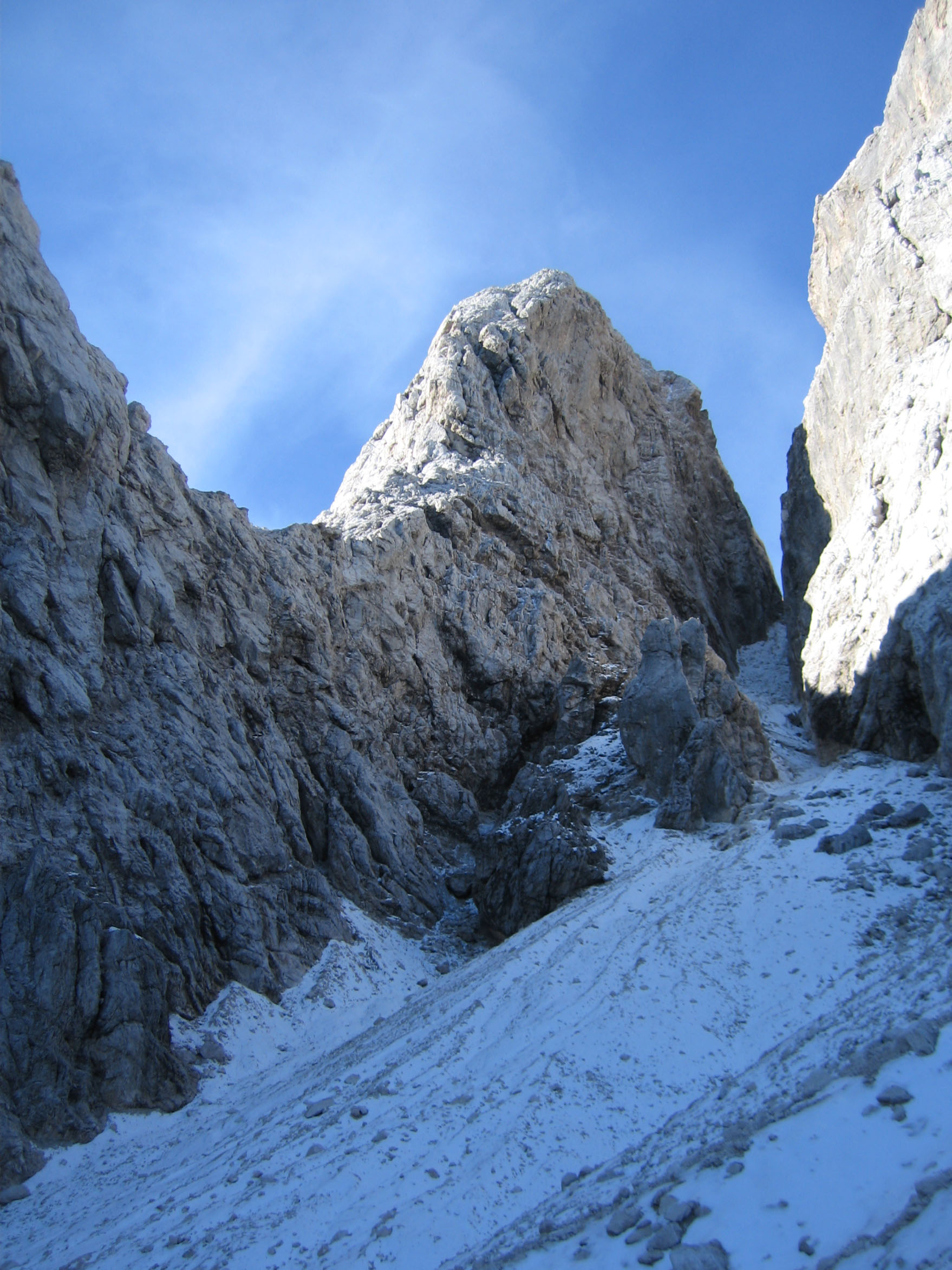
Einstieg in das Eisfeld (Coloir) des Jalovec
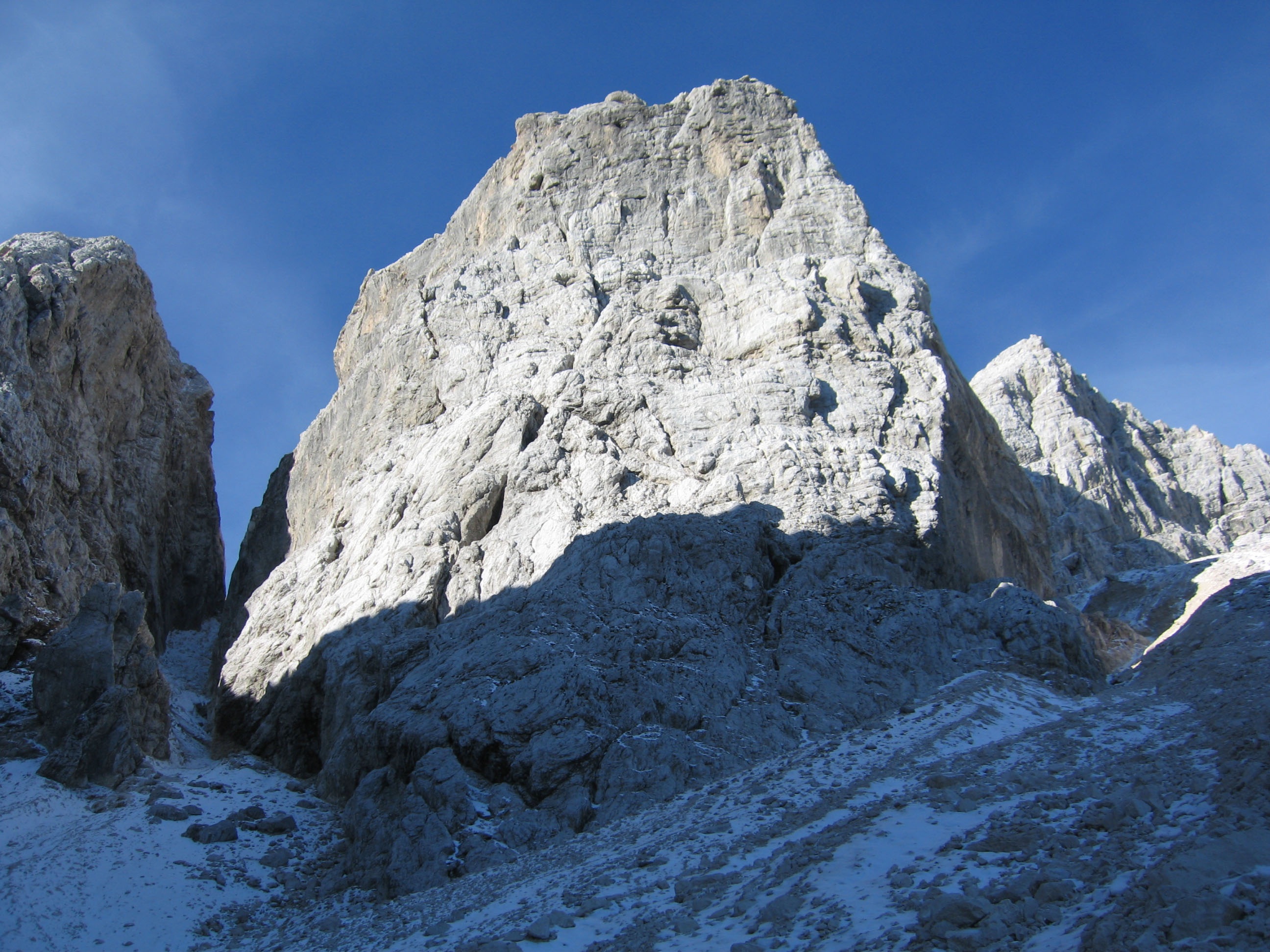
Jalovec Nordwand
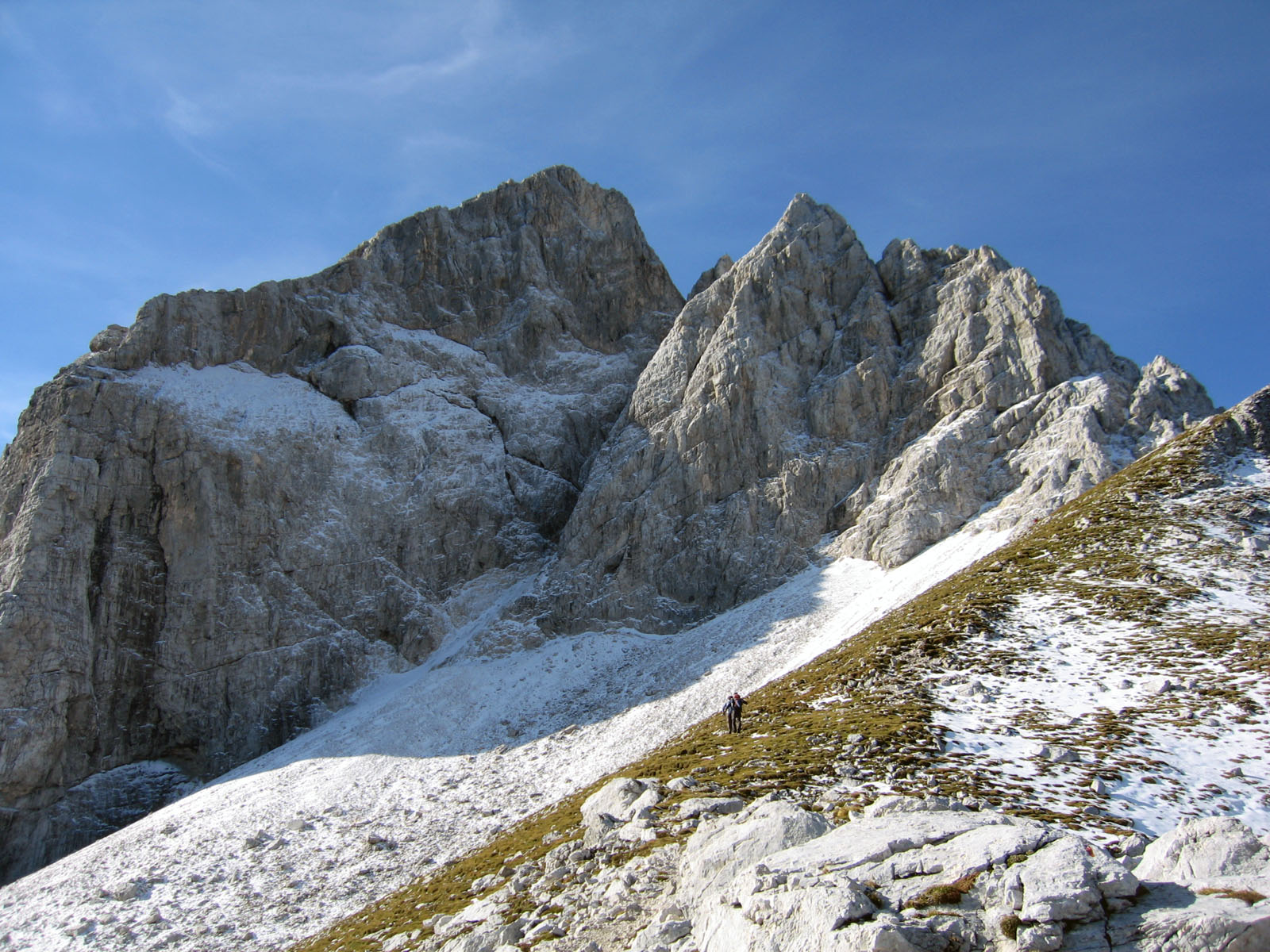
Jalovec vom Kotsattel (Kotovo Sedlo, 2134 m)
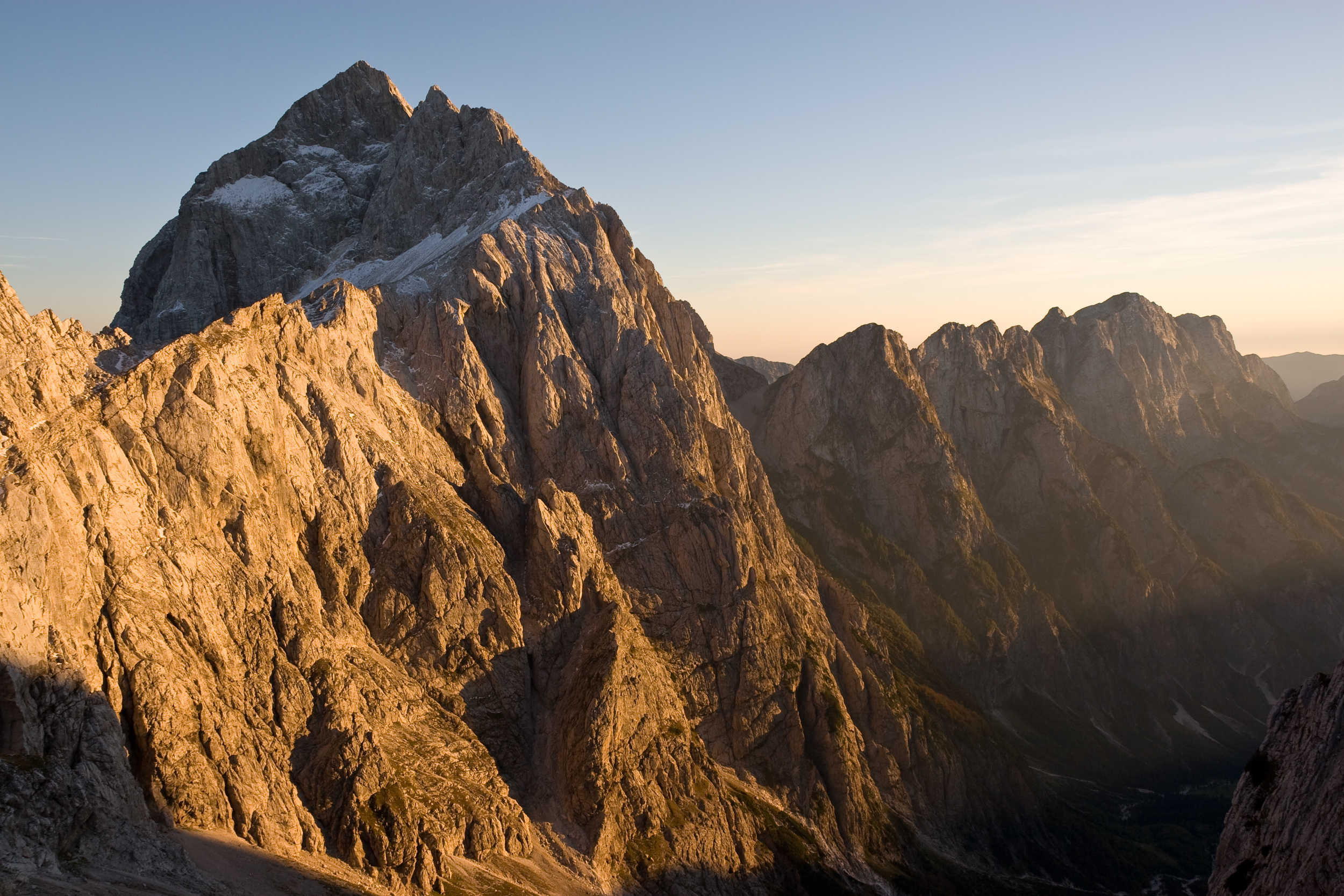
Nordseite des Jalovec vom Biv. Tarvisio